# Refik Saydam
İbrahim Refik Saydam, né le 8 septembre 1881 à Istanbul – mort le 8 juillet 1942 dans la même ville, est un homme d'État turc, Premier ministre de la Turquie, du 25 janvier 1939 à sa mort.